# Koiné eiréne

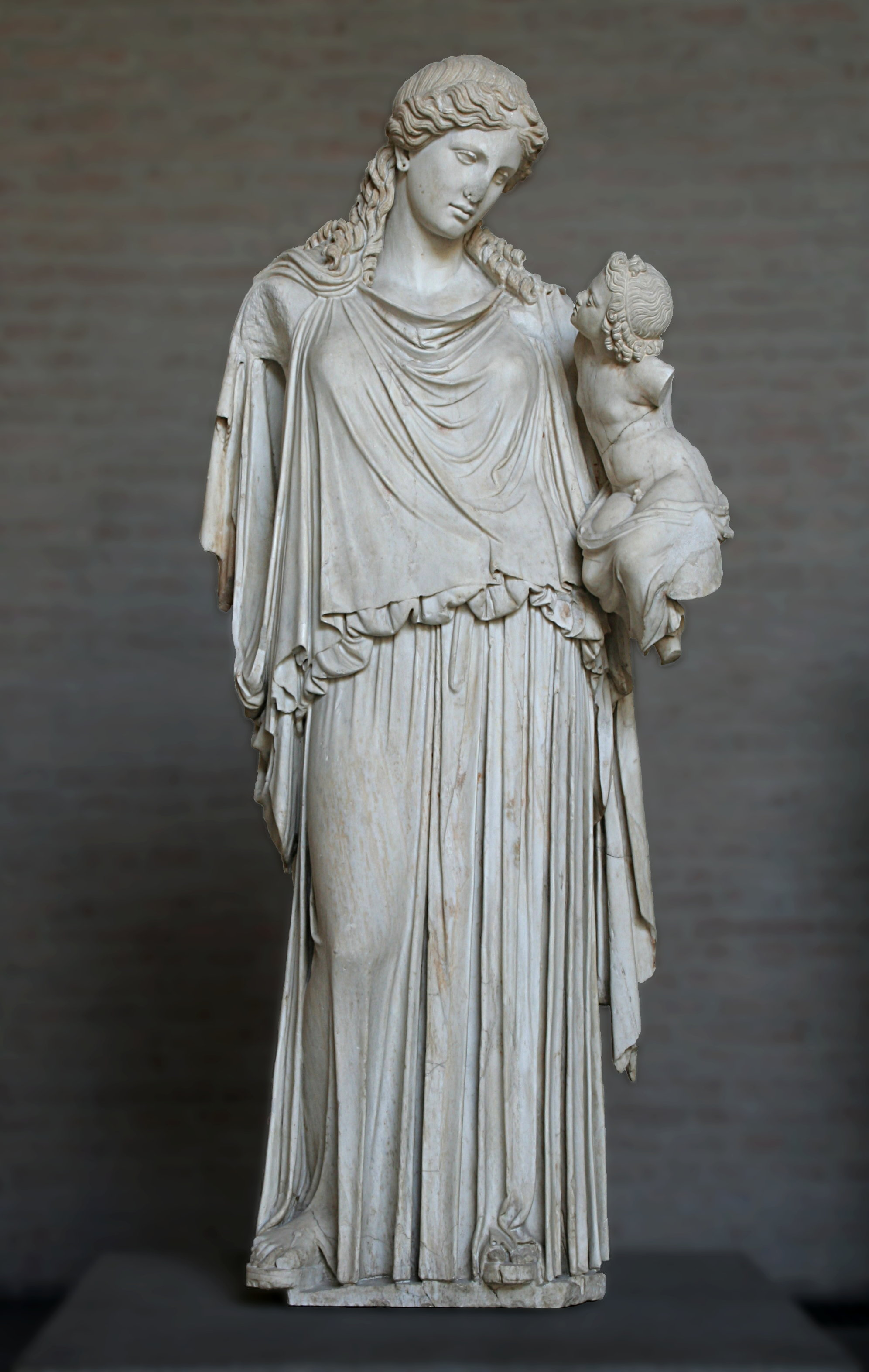
Eiréné (la Paix) portant Ploutos (la Richesse), copie romaine d'une statue votive de Céphisodote (vers 370 av. J.-C.) qui se trouvait sur l'agora d'Athènes.

Koiné eiréne (κοινὴ	ειρήνη) est le nom que les Grecs donnaient aux « paix communes » semblables à des traités de paix internationaux ratifiées par tous les États participants, par définition tous les États grecs. 

## Description
Ces paix étaient non pas inspirées par les Grecs eux-mêmes, bien qu'ils y adhéraient, mais par leur puissant voisin, le roi de Perse, appelé Grand Roi. Ce dernier voyait d'un bon œil que les Grecs ne se chamaillent pas trop, de peur qu'un État qui lui soit hostile ne devînt maître de l'ensemble de la péninsule, chose qui aurait pu remettre en cause sa puissance.
Ces paix ont une chronologie très précise. Elles ont lieu au IVe siècle, après la guerre du Péloponnèse, du temps où Sparte domine la Grèce, Sparte que l'argent du Grand Roi avait déjà permis de remporter la Guerre du Péloponnèse. 
Ces paix permettaient donc aux Perses de contrôler indirectement ce qui se passait en Grèce. 
Comme Sparte n'avait pas montré d'hostilité envers la Perse, le Grand Roi continua de lui accorder sa confiance (paix de -386, -375, -372) ; toutefois l'aide financière accordée par celui-ci était étroitement liée aux rapports de force en Grèce. Ainsi, dès que Thèbes prit la place de Sparte à la tête de la Grèce (-371), le Grand Roi s'empressa-t-il de financer la cité thébaine (paix commune de -366 ratifiée à Suse). 
Avec le déclin du pouvoir perse et la montée en puissance de la Grèce unifiée par la Macédoine, les « paix communes » perdirent de leur importance, d'autant que le Grand Roi avait lui-même à faire à des révoltes de tous côtés... (révolte en Asie mineure dans les années 360-350 et ailleurs dans l'empire par la suite).
C'en était bientôt fini du pouvoir perse et de son ingérence en Grèce. Le temps allait venir où les tendances s'inverseraient, et bientôt ce fut un Macédonien, Alexandre, qui triompha à Persépolis (conquête de la Perse par Alexandre 333-323). 